# Liste des matchs de l'équipe d'Afrique du Sud de football par adversaire
Cette liste présente les matchs de l'équipe d'Afrique du Sud de football par adversaire rencontré. Lorsqu'une rivalité footballistique particulière existe entre l'Afrique du Sud et un autre pays, une page spécifique est parfois proposée.
- Haut – A
- B
- C
- D
- E
- F
- G
- H
- I
- J
- K
- L
- M
- N
- O
- P
- Q
- R
- S
- T
- U
- V
- W
- X
- Y
- Z

## A

### Algérie
Confrontations entre l'Algérie et l'Afrique du Sud :
| Date            | Lieu                       | Match                    | Score | Compétition                               |
| --------------- | -------------------------- | ------------------------ | ----- | ----------------------------------------- |
| 27 janvier 1996 | Johannesbourg              | Afrique du Sud - Algérie | 2-1   | CAN 1996 - 1/4 de finale                  |
| 2 février 2000  | Kumasi                     | Afrique du Sud - Algérie | 1-1   | CAN 2000 - 1er tour (Groupe B)            |
| 12 janvier 2013 | Soweto Afrique du Sud      | Afrique du Sud - Algérie | 0-0   | Match amical de préparation à la CAN 2013 |
| 19 janvier 2015 | Mongomo Guinée équatoriale | Afrique du Sud - Algérie | 1-3   | CAN 2015                                  |

#### Bilan
Total de matchs disputés : 4
- Victoires de l'équipe d'Afrique du Sud : 1
- Matchs nuls : 2
- Victoires de  l'équipe d'Algérie : 1

### Allemagne
Confrontations entre l'Allemagne et l'Afrique du Sud :  
| Date             | Lieu          | Match                      | Score | Compétition  |
| ---------------- | ------------- | -------------------------- | ----- | ------------ |
| 15 décembre 1995 | Johannesbourg | Afrique du Sud - Allemagne | 0-0   | Match amical |
| 15 novembre 1997 | Düsseldorf    | Allemagne - Afrique du Sud | 3-0   | Match amical |
| 7 septembre 2005 | Brême         | Allemagne - Afrique du Sud | 4-2   | Match amical |
| 5 septembre 2009 | Leverkusen    | Allemagne - Afrique du Sud | 2-0   | Match amical |

#### Bilan
Total de matchs disputés : 4
- Victoires de l'équipe d'Afrique du Sud : 0
- Matchs nuls : 1
- Victoires de l'équipe d'Allemagne : 3

### Angleterre
Confrontations entre l'Angleterre et l'Afrique du Sud
| Date        | Lieu       | Match                       | Score | Compétition  |
| ----------- | ---------- | --------------------------- | ----- | ------------ |
| 24 mai 1997 | Manchester | Angleterre - Afrique du Sud | 2-1   | Match amical |
| 22 mai 2003 | Durban     | Afrique du Sud - Angleterre | 1-2   | Match amical |

#### Bilan
Total de matchs disputés : 2
- Victoires de l'équipe d'Afrique du Sud : 0
- Matchs nuls : 0
- Victoires de l'équipe d'Angleterre : 2

### Angola
Confrontations entre l'Angola et l'Afrique du Sud :
| Date             | Lieu           | Match                   | Score     | Compétition                                            |
| ---------------- | -------------- | ----------------------- | --------- | ------------------------------------------------------ |
| 20 janvier 1996  | Johannesbourg  | Angola - Afrique du Sud | 0-1       | CAN 1996 - 1er tour (Groupe A)                         |
| 8 février 1998   | Bobo-Dioulasso | Afrique du Sud - Angola | 0-0       | CAN 1998 - 1er tour (Groupe C)                         |
| 3 octobre 1998   | Johannesbourg  | Afrique du Sud - Angola | 1-0       | Qualifications pour la CAN 2000 - 2e tour (Groupe 4)   |
| 20 juin 1999     | Luanda         | Angola - Afrique du Sud | 2-2       | Qualifications pour la CAN 2000 - 2e tour (Groupe 4)   |
| 15 janvier 2002  | Mmabatho       | Afrique du Sud - Angola | 1-0       | Match amical                                           |
| 23 janvier 2008  | Tamale         | Afrique du Sud - Angola | 1-1       | CAN 2008 - 1er tour (Groupe D)                         |
| 23 janvier 2013  | Durban         | Afrique du Sud - Angola | 2-0       | CAN 2013 - 1er tour (Groupe A)                         |
| 16 juin 2015     | Le Cap         | Afrique du Sud - Angola | 2-1       | Match amical                                           |
| 17 octobre 2015  | Johannesbourg  | Afrique du Sud - Angola | 0-2       | Qualif. pour le Championnat d'Afrique des Nations 2016 |
| 24 octobre 2015  | Luanda         | Angola - Afrique du Sud | 1-2       | Qualif. pour le Championnat d'Afrique des Nations 2016 |
| 13 novembre 2015 | Benguela       | Angola - Afrique du Sud | 1-3       | Qualifications pour la Coupe du Monde 2018 - 2e tour   |
| 17 novembre 2015 | Durban         | Afrique du Sud - Angola | 1-0       | Qualifications pour la Coupe du Monde 2018 - 2e tour   |
| 28 mars 2017     | East London    | Afrique du Sud - Angola | 0-0       | Match amical                                           |
| 21 mars 2018     | Ndola          | Afrique du Sud - Angola | 1-1 (7-6) | Match amical                                           |

#### Bilan
Total de matchs disputés : 14
- Victoires de l'équipe d'Afrique du Sud : 8
- Matchs nuls : 5
- Victoires de l'équipe d'Angola : 1

### Arabie Saoudite
Confrontations entre l'Arabie Saoudite et l'Afrique du Sud :
| Date              | Lieu     | Match                            | Score | Compétition                               |
| ----------------- | -------- | -------------------------------- | ----- | ----------------------------------------- |
| 24 juin 1998      | Bordeaux | Afrique du Sud - Arabie Saoudite | 2-2   | Coupe du monde 1998 - 1er tour (Groupe C) |
| 18 septembre 1999 | Le Cap   | Afrique du Sud - Arabie Saoudite | 1-0   | Coupe afro-asiatique des nations 1999     |
| 30 septembre 1999 | Riyad    | Arabie Saoudite - Afrique du Sud | 0-0   | Coupe afro-asiatique des nations 1999     |
| 20 mars 2002      | Pistoia  | Afrique du Sud - Arabie Saoudite | 0-1   | Match amical                              |

#### Bilan
Total de matchs disputés : 4
- Victoires de l'équipe d'Afrique du Sud : 1
- Matchs nuls : 2
- Victoires de l'équipe d'Arabie Saoudite : 1

### Argentine
Confrontations entre l'Argentine et l'Afrique du Sud :
| Date        | Lieu          | Match                      | Score | Compétition  |
| ----------- | ------------- | -------------------------- | ----- | ------------ |
| 13 mai 1995 | Johannesbourg | Afrique du Sud - Argentine | 1-1   | Match amical |
| 25 mai 1998 | Buenos Aires  | Argentine - Afrique du Sud | 2-0   | Match amical |

#### Bilan
Total de matchs disputés : 2
- Victoires de l'équipe d'Afrique du Sud : 0
- Matchs nuls : 1
- Victoires de l'équipe d'Argentine : 1

### Australie
Confrontations entre l'Australie et l'Afrique du Sud :
| Date              | Lieu           | Match                      | Score | Compétition  |
| ----------------- | -------------- | -------------------------- | ----- | ------------ |
| 10 mai 1947       | Sydney         | Australie - Afrique du Sud | 1-2   | Match amical |
| 24 mai 1947       | Brisbane       | Australie - Afrique du Sud | 2-4   | Match amical |
| 31 mai 1947       | Sydney         | Australie - Afrique du Sud | 3-3   | Match amical |
| 7 juin 1947       | Newcastle      | Australie - Afrique du Sud | 5-1   | Match amical |
| 14 juin 1947      | Sydney         | Australie - Afrique du Sud | 1-2   | Match amical |
| 24 juin 1950      | Durban         | Afrique du Sud - Australie | 3-2   | Match amical |
| 1er juillet 1950  | Johannesbourg  | Afrique du Sud - Australie | 2-1   | Match amical |
| 8 juillet 1950    | Port Elizabeth | Afrique du Sud - Australie | 1-2   | Match amical |
| 23 septembre 1950 | Le Cap         | Afrique du Sud - Australie | 1-2   | Match amical |
| 3 septembre 1955  | Brisbane       | Australie - Afrique du Sud | 0-3   | Match amical |
| 10 septembre 1955 | Melbourne      | Australie - Afrique du Sud | 0-2   | Match amical |
| 17 septembre 1955 | Adelaide       | Australie - Afrique du Sud | 0-8   | Match amical |
| 24 septembre 1955 | Sydney         | Australie - Afrique du Sud | 0-6   | Match amical |
| 1er octobre 1955  | Newcastle      | Australie - Afrique du Sud | 1-4   | Match amical |
| 8 juin 1994       | Adelaide       | Australie - Afrique du Sud | 1-0   | Match amical |
| 12 juin 1994      | Sydney         | Australie - Afrique du Sud | 1-0   | Match amical |
| 18 septembre 1996 | Johannesbourg  | Afrique du Sud - Australie | 2-0   | Match amical |
| 30 mars 2004      | Londres        | Australie - Afrique du Sud | 1-0   | Match amical |
| 9 février 2005    | Durban         | Afrique du Sud - Australie | 1-1   | Match amical |
| 19 août 2008      | Londres        | Australie - Afrique du Sud | 2-2   | Match amical |
| 25 mai 2014       | Sydney         | Australie - Afrique du Sud | 1-1   | Match amical |

#### Bilan
Total de matchs disputés : 21
- Victoires de l'équipe d'Afrique du Sud : 11 (55 %)
- Matchs nuls : 4 (15 %)
- Victoires de l'équipe d'Australie : 6 (30 %)

## B

### Bénin
Confrontations entre le Bénin et l'Afrique du Sud  :
| Date             | Lieu          | Match                  | Score | Compétition                    |
| ---------------- | ------------- | ---------------------- | ----- | ------------------------------ |
| 27 janvier 2004  | Sfax          | Afrique du Sud - Bénin | 2-0   | CAN 2004 - 1er tour (Groupe D) |
| 18 Novembre 2023 | Johannesbourg | Afrique du Sud - Bénin | 2-1   | FIFA 2026 Qualification        |
| 24 Mars 2025     | Porto-Novo    | Bénin - Afrique du Sud |       | FIFA 2026 Qualification        |

#### Bilan
Total de matchs disputés : 2
- Victoires de l'équipe d'Afrique du Sud : 2
- Matchs nuls : 0
- Victoires de l'équipe du Bénin : 0

### Bolivie
Confrontations entre la Bolivie et l'Afrique du Sud  :
| Date            | Lieu          | Match                    | Score | Compétition  |
| --------------- | ------------- | ------------------------ | ----- | ------------ |
| 28 juillet 2007 | Johannesbourg | Afrique du Sud - Bolivie | 0-1   | Match amical |

#### Bilan
Total de matchs disputés : 1
- Victoires de l'équipe d'Afrique du Sud : 0
- Matchs nuls : 0
- Victoires de l'équipe de Bolivie : 1

### Botswana
Confrontations entre le Botswana et l'Afrique du Sud  :
| Date              | Lieu        | Match                     | Score     | Compétition                                                   |
| ----------------- | ----------- | ------------------------- | --------- | ------------------------------------------------------------- |
| 10 janvier 1993   | Gaborone    | Botswana - Afrique du Sud | 0-2       | Match amical                                                  |
| 2 février 1999    | Gaborone    | Botswana - Afrique du Sud | 1-2       | Coupe COSAFA 1999                                             |
| 30 mars 2002      | Gaborone    | Botswana - Afrique du Sud | 0-0       | Coupe COSAFA 2002                                             |
| 21 mai 2006       | Gaborone    | Afrique du Sud - Botswana | 0-0 (5-6) | Coupe COSAFA 2006                                             |
| 29 septembre 2007 | Pretoria    | Afrique du Sud - Botswana | 1-0       | Match amical                                                  |
| 16 janvier 2008   | Durban      | Afrique du Sud - Botswana | 2-1       | Match amical                                                  |
| 9 juin 2012       | Gaborone    | Botswana - Afrique du Sud | 1-1       | Qualif. pour la Coupe du Monde 2014- 2e tour (Groupe A)       |
| 7 septembre 2013  | Durban      | Afrique du Sud - Botswana | 4-1       | Qualif. pour la Coupe du Monde 2014- 2e tour (Groupe A)       |
| 25 mai 2015       | Rustenburg  | Afrique du Sud - Botswana | 0-0 (6-7) | Coupe COSAFA 2015 - 1/4 finale                                |
| 25 juin 2016      | Windhoek    | Afrique du Sud - Botswana | 3-2       | Coupe COSAFA 2016 - Finale                                    |
| 4 juillet 2017    | Moruleng    | Botswana - Afrique du Sud | 0-2       | Coupe COSAFA 2017 - Classement                                |
| 15 juillet 2017   | Francistown | Botswana - Afrique du Sud | 0-2       | Qualif. au Champ. d'Afrique des Nations 2018-2etour(Zone Sud) |
| 22 juillet 2017   | Moruleng    | Afrique du Sud - Botswana | 1-0       | Qualif. au Champ. d'Afrique des Nations 2018-2etour(Zone Sud) |
| 8 juin 2018       | Polokwane   | Afrique du Sud - Botswana | 3-0       | Coupe COSAFA 2018 - Classement                                |
| 2 juin 2019       | Durban      | Afrique du Sud - Botswana | 2-2 (4-5) | Coupe COSAFA 2019                                             |

#### Bilan
Total de matchs disputés : 15
- Victoires de l'équipe d'Afrique du Sud : 10
- Matchs nuls : 5
- Victoires de l'équipe du Botswana : 0

### Brésil
Confrontations entre le Brésil et l'Afrique du Sud  :
| Date             | Lieu          | Match                   | Score | Compétition                                |
| ---------------- | ------------- | ----------------------- | ----- | ------------------------------------------ |
| 24 avril 1996    | Johannesbourg | Afrique du Sud - Brésil | 2-3   | Match amical                               |
| 7 décembre 1997  | Johannesbourg | Afrique du Sud - Brésil | 1-2   | Match amical                               |
| 25 juin 2009     | Johannesbourg | Brésil-Afrique du Sud   | 1-0   | Coupe des confédérations 2009 - 1/2 finale |
| 7 septembre 2012 | São Paulo     | Brésil-Afrique du Sud   | 1-0   | Match amical                               |
| 5 mars 2014      | Johannesbourg | Afrique du Sud - Brésil | 0-5   | Match amical                               |

#### Bilan
Total de matchs disputés : 5
- Victoire de l'équipe du Brésil : 5
- Matchs nuls : 0
- Victoire de l'équipe d'Afrique du Sud : 0

### Bulgarie
Confrontations entre la Bulgarie et l'Afrique du Sud  :
| Date        | Lieu          | Match                     | Score | Compétition  |
| ----------- | ------------- | ------------------------- | ----- | ------------ |
| 24 mai 2010 | Johannesbourg | Afrique du Sud - Bulgarie | 1-1   | Match amical |

#### Bilan
Total de matchs disputés : 1
- Victoires de l'équipe d'Afrique du Sud : 0
- Matchs nuls : 1
- Victoires de l'équipe de Bulgarie : 0

### Burkina Faso
Confrontations entre le Burkina Faso et l'Afrique du Sud  :
| Date             | Lieu          | Match                         | Score | Compétition                                               |
| ---------------- | ------------- | ----------------------------- | ----- | --------------------------------------------------------- |
| 27 janvier 2001  | Rustenburg    | Afrique du Sud - Burkina Faso | 1-0   | Qualif. pour la Coupe du monde 2002-Tour final (Groupe 5) |
| 1 juillet 2001   | Ouagadougou   | Burkina Faso - Afrique du Sud | 1-1   | Qualif. pour la Coupe du monde 2002-Tour final (Groupe 5) |
| 20 janvier 2002  | Ségou         | Afrique du Sud - Burkina Faso | 0-0   | CAN 2002 - 1er tour (Groupe B)                            |
| 3 juillet 2004   | Johannesbourg | Afrique du Sud - Burkina Faso | 2-0   | Qualif. CAN / Coupe du Monde 2006- 2e tour (Groupe 2)     |
| 3 septembre 2005 | Ouagadougou   | Burkina Faso - Afrique du Sud | 3-1   | Qualif. CAN / Coupe du Monde 2006- 2e tour (Groupe 2)     |
| 10 août 2011     | Johannesbourg | Afrique du Sud - Burkina Faso | 3-0   | Match amical                                              |
| 17 août 2013     | Johannesbourg | Afrique du Sud - Burkina Faso | 2-0   | Match amical                                              |
| 8 octobre 2016   | Ouagadougou   | Burkina Faso - Afrique du Sud | 1-1   | Qualif. pour la Coupe du Monde 2018- 3e tour (Groupe D)   |
| 7 octobre 2017   | Johannesbourg | Afrique du Sud - Burkina Faso | 3-1   | Qualif. pour la Coupe du Monde 2018- 3e tour (Groupe D)   |

#### Bilan
Total de matchs disputés : 9
- Victoires de l'équipe d'Afrique du Sud : 5
- Matchs nuls : 3
- Victoires de l'équipe du Burkina Faso : 1

### Burundi
Confrontations entre le Burundi et l'Afrique du Sud  :
| Date            | Lieu         | Match                    | Score | Compétition                                 |
| --------------- | ------------ | ------------------------ | ----- | ------------------------------------------- |
| 13 octobre 2002 | Bloemfontein | Afrique du Sud - Burundi | 2-0   | Qualifications pour la CAN 2004 (Groupe 11) |
| 6 juillet 2003  | Bujumbura    | Burundi - Afrique du Sud | 0-2   | Qualifications pour la CAN 2004 (Groupe 11) |

#### Bilan
Total de matchs disputés : 2
- Victoires de l'équipe d'Afrique du Sud : 2
- Match nuls : 0
- Victoires de l'équipe du Burundi : 0

## C

### Cameroun
Confrontations entre le Cameroun et l'Afrique du Sud :
| Date             | Lieu          | Match                     | Score | Compétition                                |
| ---------------- | ------------- | ------------------------- | ----- | ------------------------------------------ |
| 7 juillet 1992   | Durban        | Afrique du Sud - Cameroun | 1-0   | Match amical                               |
| 9 juillet 1992   | Le Cap        | Afrique du Sud - Cameroun | 1-2   | Match amical                               |
| 11 juillet 1992  | Johannesbourg | Afrique du Sud - Cameroun | 2-2   | Match amical                               |
| 4 décembre 1994  | Johannesbourg | Afrique du Sud - Cameroun | 1-1   | Coupe Simba                                |
| 13 janvier 1996  | Johannesbourg | Afrique du Sud - Cameroun | 3-0   | CAN 1996 - 1er tour (Groupe A)             |
| 19 novembre 2008 | Rustenburg    | Afrique du Sud - Cameroun | 2-1   | Challenge Nelson Mandela                   |
| 10 janvier 2015  | Libreville    | Afrique du Sud - Cameroun | 1-1   | Match amical                               |
| 26 mars 2016     | Limbé         | Cameroun - Afrique du Sud | 2-2   | Qualifications pour la CAN 2017 (Groupe M) |
| 29 mars 2016     | Durban        | Afrique du Sud - Cameroun | 0-0   | Qualifications pour la CAN 2017 (Groupe M) |

#### Bilan
Total de matchs disputés : 9
- Victoires de l'équipe d'Afrique du Sud : 3
- Matchs nuls : 5
- Victoires de l'équipe du Cameroun : 1

### Canada
Confrontations entre le Canada et l'Afrique du Sud :
| Date            | Lieu   | match                   | Score | Compétition  |
| --------------- | ------ | ----------------------- | ----- | ------------ |
| 20 juillet 2007 | Durban | Afrique du Sud - Canada | 2-0   | Match amical |

#### Bilan
Total de matchs disputés : 1
- Victoires de l'équipe d'Afrique du Sud : 1
- Matchs nuls : 0
- Victoires de l'équipe du Canada

### Cap-Vert
Confrontations entre le Cap-Vert et l'Afrique du Sud :
| Date             | Lieu          | Match                      | Score    | Compétition                                             |
| ---------------- | ------------- | -------------------------- | -------- | ------------------------------------------------------- |
| 5 juin 2004      | Bloemfontein  | Afrique du Sud - Cap-Vert  | 2-1      | Qualif. CAN / Coupe du Monde 2006- 2e tour (Groupe 2)   |
| 4 juin 2005      | Praia         | Cap-Vert - Afrique du Sud  | 1-2      | Qualif. CAN / Coupe du Monde 2006- 2e tour (Groupe 2)   |
| 19 janvier 2013  | Johannesbourg | Afrique du Sud - Cap-Vert  | 0-0      | CAN 2013 - 1er tour (Groupe A)                          |
| 1 septembre 2017 | Praia         | Cap-Vert - Afrique du Sud  | 2-1      | Qualif. pour la Coupe du Monde 2018- 3e tour (Groupe D) |
| 5 septembre 2017 | Durban        | Afrique du Sud - Cap-Vert  | 1-2      | Qualif. pour la Coupe du Monde 2018- 3e tour (Groupe D) |
| 3 Février 2024   | Yamoussoukro  | Cap-Vert vs Afrique du Sud | 0-0(1-2) | CAN 2024 (1/4 DE FINALE)                                |

#### Bilan
Total de matchs disputés : 6
- Victoires de l'équipe d'Afrique du Sud : 3
- Matchs nuls : 1
- Victoires de l'équipe du Cap-Vert : 2

### Chili
Confrontations entre le Chili et l'Afrique du Sud :
| Date            | Lieu      | Match                  | Score | Compétition  |
| --------------- | --------- | ---------------------- | ----- | ------------ |
| 11 février 2009 | Polokwane | Afrique du Sud - Chili | 0-2   | Match amical |

#### Bilan
Total de matchs disputés : 1
- Victoires de l'équipe d'Afrique du Sud : 0
- Matchs nuls : 0
- Victoires de l'équipe du Chili : 1

### Colombie
Confrontations entre la Colombie et l'Afrique du Sud :
| Date        | Lieu          | Match                     | Score | Compétition  |
| ----------- | ------------- | ------------------------- | ----- | ------------ |
| 27 mai 2010 | Johannesbourg | Afrique du Sud - Colombie | 2-1   | Match amical |

#### Bilan
Total de matchs disputés : 1
- Victoires de l'équipe d'Afrique du Sud : 1
- Matchs nuls : 0
- Victoires de l'équipe de Colombie : 0

### Congo
Confrontations entre le Congo et l'Afrique du Sud :
| Date             | Lieu          | Match                  | Score | Compétition                                               |
| ---------------- | ------------- | ---------------------- | ----- | --------------------------------------------------------- |
| 24 octobre 1992  | Johannesbourg | Afrique du Sud - Congo | 1-0   | Qualif. pour la Coupe du Monde 1994 - 1er tour (Groupe D) |
| 31 janvier 1993  | Pointe-Noire  | Congo - Afrique du Sud | 0-1   | Qualif. pour la Coupe du Monde 1994 - 1er tour (Groupe D) |
| 6 avril 1997     | Pointe-Noire  | Congo - Afrique du Sud | 0-2   | Qualif. pour la Coupe du Monde 1998 - 2e tour (Groupe 3)  |
| 16 août 1997     | Johannesbourg | Afrique du Sud - Congo | 1-0   | Qualif. pour la Coupe du Monde 1998 - 2e tour (Groupe 3)  |
| 3 septembre 2000 | Pointe-Noire  | Congo - Afrique du Sud | 1-2   | Qualifications pour la CAN 2002 - 2e tour (Groupe 2)      |
| 17 juin 2001     | Durban        | Afrique du Sud - Congo | 2-1   | Qualifications pour la CAN 2002 - 2e tour (Groupe 2)      |
| 2 septembre 2006 | Johannesbourg | Afrique du Sud - Congo | 0-0   | Qualifications pour la CAN 2008 (Groupe 11)               |
| 17 juin 2007     | Pointe-Noire  | Congo - Afrique du Sud | 1-1   | Qualifications pour la CAN 2008 (Groupe 11)               |
| 10 octobre 2014  | Pointe-Noire  | Congo - Afrique du Sud | 0-2   | Qualifications pour la CAN 2015 - 3e tour (Groupe A)      |
| 15 octobre 2014  | Polokwane     | Afrique du Sud - Congo | 0-0   | Qualifications pour la CAN 2015 - 3e tour (Groupe A)      |

#### Bilan
Total de matchs disputés : 10
- Victoires de l'équipe d'Afrique du Sud : 7
- Matchs nuls : 3
- Victoires de l'équipe du Congo : 0

### République Démocratique du Congo
Confrontations entre la République Démocratique du Congo et l'Afrique du Sud :
| Date             | Lieu          | Match                               | Score | Compétition                                          |
| ---------------- | ------------- | ----------------------------------- | ----- | ---------------------------------------------------- |
| 9 novembre 1996  | Johannesbourg | Afrique du Sud - Zaïre              | 1-0   | Qualif.pour la Coupe du Monde 1998-2e tour(Groupe 3) |
| 27 avril 1997    | Lomé          | Rép. Dém. du Congo - Afrique du Sud | 1-2   | Qualif.pour la Coupe du Monde 1998-2e tour(Groupe 3) |
| 25 février 1998  | Ouagadougou   | Rép. Dém. du Congo - Afrique du Sud | 1-2   | CAN 1998 1/2 finale                                  |
| 27 janvier 2000  | Kumasi        | Afrique du Sud - Rép. Dém. du Congo | 1-0   | CAN 2000 - 1er tour (Groupe B)                       |
| 5 septembre 2004 | Kinshasa      | Rép. Dém. du Congo - Afrique du Sud | 1-0   | Qualif. CAN / Coupe du Monde 2006-2e tour (Groupe 2) |
| 8 octobre 2005   | Durban        | Afrique du Sud - Rép. Dém. du Congo | 2-2   | Qualif. CAN / Coupe du Monde 2006-2e tour (Groupe 2) |

#### Bilan
Total de matchs disputés : 6
- Victoires de l'équipe d'Afrique du Sud : 4
- Matchs nuls : 1
- Victoires de l'équipe de République Démocratique du Congo : 1

### Corée du Nord
Confrontations entre la Corée du Nord et l'Afrique du Sud :
| Date          | Lieu      | Match                          | Score | Compétition  |
| ------------- | --------- | ------------------------------ | ----- | ------------ |
| 22 avril 2010 | Wiesbaden | Afrique du Sud - Corée du Nord | 0-0   | Match amical |

#### Bilan
Total de matchs disputés : 1
- Victoires de l'équipe d'Afrique du Sud : 0
- Matchs nuls : 1
- Victoires de l'équipe de Corée du Nord : 0

### Costa Rica
Confrontations entre le Costa Rica et l'Afrique du Sud :
| Date            | Lieu          | Match                       | Score | Compétition              |
| --------------- | ------------- | --------------------------- | ----- | ------------------------ |
| 11 octobre 2003 | Potchefstroom | Afrique du Sud - Costa Rica | 2-1   | Challenge Nelson Mandela |
| 8 octobre 2015  | Liberia       | Costa Rica - Afrique du Sud | 0-1   | Match amical             |

#### Bilan
Total de matchs disputés : 2
- Victoires de l'équipe d'Afrique du Sud : 2
- Matchs nuls : 0
- Victoires de l'équipe du Costa Rica : 0

### Côte d'Ivoire
Confrontations entre la Côte d'Ivoire et l'Afrique du Sud :
| Date             | Lieu           | Match                          | Score | Compétition                                 |
| ---------------- | -------------- | ------------------------------ | ----- | ------------------------------------------- |
| 30 novembre 1994 | Port Elizabeth | Afrique du Sud - Côte d'Ivoire | 0-0   | Coupe Simba                                 |
| 11 février 1998  | Bobo-Dioulasso | Côte d'Ivoire - Afrique du Sud | 1-1   | CAN 1998 - 1er tour (Groupe C)              |
| 8 septembre 2002 | Abidjan        | Côte d'Ivoire - Afrique du Sud | 0-0   | Qualifications pour la CAN 2004 (Groupe 11) |
| 22 juin 2003     | Polokwane      | Afrique du Sud - Côte d'Ivoire | 2-1   | Qualifications pour la CAN 2004 (Groupe 11) |
| 12 novembre 2011 | Port Elizabeth | Afrique du Sud - Côte d'Ivoire | 1-1   | Match amical                                |
| 30 novembre 2014 | Nelspruit      | Afrique du Sud - Côte d'Ivoire | 2-0   | Match amical                                |
| 24 juin 2019     | Le Caire       | Côte d'Ivoire - Afrique du Sud | 1-0   | CAN 2019 - 1er tour (Groupe D)              |

#### Bilan
Total de matchs disputés : 7
- Victoires de l'équipe d'Afrique du Sud : 2
- Matchs nuls : 4
- Victoires de l'équipe de Côte d'Ivoire : 1

## D

### Danemark
Confrontations entre le Danemark et l'Afrique du Sud :
| Date          | Lieu          | Match                     | Score | Compétition                               |
| ------------- | ------------- | ------------------------- | ----- | ----------------------------------------- |
| 18 juin 1998  | Toulouse      | Afrique du Sud - Danemark | 1-1   | Coupe du Monde 1998 - 1er tour (Groupe C) |
| 28 avril 1999 | Copenhague    | Danemark - Afrique du Sud | 1-1   | Match amical                              |
| 5 juin 2010   | Johannesbourg | Afrique du Sud - Danemark | 1-0   | Match amical                              |

#### Bilan
Total de matchs disputés : 3
- Victoires de l'équipe d'Afrique du Sud : 1
- Matchs nuls : 2
- Victoires de l'équipe du Danemark : 0

## E

### Écosse
Confrontations entre l'Écosse et l'Afrique du Sud :
| Date         | Lieu      | Match                   | Score | Compétition               |
| ------------ | --------- | ----------------------- | ----- | ------------------------- |
| 20 mai 2002  | Hong Kong | Afrique du Sud - Écosse | 2-0   | Coupe de la Réunification |
| 22 août 2007 | Aberdeen  | Écosse - Afrique du Sud | 1-0   | Match amical              |

#### Bilan
Total de matchs disputés : 2
- Victoires de l'équipe d'Afrique du Sud : 1
- Matchs nuls : 0
- Victoires de l'équipe d'Écosse : 1

### Égypte
Confrontations entre l'Égypte et l'Afrique du Sud :
| Date             | Lieu          | Match                   | Score | Compétition                                      |
| ---------------- | ------------- | ----------------------- | ----- | ------------------------------------------------ |
| 24 novembre 1995 | Mmabatho      | Afrique du Sud - Égypte | 2-0   | Coupe Simba                                      |
| 24 janvier 1996  | Johannesbourg | Afrique du Sud - Égypte | 0-1   | CAN 1996 - 1er tour (Groupe A)                   |
| 28 février 1998  | Ouagadougou   | Afrique du Sud - Égypte | 0-2   | CAN 1998 - Finale                                |
| 16 décembre 1998 | Johannesbourg | Afrique du Sud - Égypte | 2-1   | Challenge Nelson Mandela                         |
| 10 novembre 2001 | Johannesbourg | Afrique du Sud - Égypte | 1-0   | Challenge Nelson Mandela                         |
| 15 novembre 2003 | Le Caire      | Égypte - Afrique du Sud | 2-1   | Match amical                                     |
| 14 janvier 2006  | Le Caire      | Égypte - Afrique du Sud | 1-2   | Match amical                                     |
| 15 novembre 2006 | Londres       | Afrique du Sud - Égypte | 0-1   | Match amical                                     |
| 26 mars 2011     | Johannesbourg | Afrique du Sud - Égypte | 1-0   | Qualifications pour la CAN 2012 (Groupe G)       |
| 3 juin 2011      | Le Caire      | Égypte - Afrique du Sud | 0-0   | Qualifications pour la CAN 2012 (Groupe G)       |
| 6 septembre 2016 | Johannesbourg | Afrique du Sud - Égypte | 1-0   | Match amical                                     |
| 6 juillet 2019   | Le Caire      | Égypte - Afrique du Sud | 0-1   | Coupe d'Afrique des nations 2019 (1/8 de finale) |

#### Bilan
Total de matchs disputés : 12
- Victoires de l'équipe d'Afrique du Sud : 7
- Matchs nuls : 1
- Victoires de l'équipe d'Égypte : 4

### Émirats arabes unis
Confrontations entre les Émirats arabes unis et l'Afrique du Sud :
| Date             | Lieu  | Match                                | Score | Compétition                                         |
| ---------------- | ----- | ------------------------------------ | ----- | --------------------------------------------------- |
| 15 décembre 1997 | Riyad | Émirats arabes unis - Afrique du Sud | 1-0   | Coupe des confédérations 1997 - 1er tour (Groupe B) |

#### Bilan
Total de matchs disputés : 1
- Victoire de l'équipe des Émirats arabes unis : 1
- Matchs nuls : 0
- Victoire de l'équipe d'Afrique du Sud : 0

### Équateur
Confrontations entre l'Équateur et l'Afrique du Sud :
| Date          | Lieu   | Match                     | Score | Compétition  |
| ------------- | ------ | ------------------------- | ----- | ------------ |
| 14 avril 2002 | Murcie | Afrique du Sud - Équateur | 0-0   | Match amical |

#### Bilan
Total de matchs disputés : 1
- Victoires de l'équipe d'Afrique du Sud : 0
- Matchs nuls : 1
- Victoires de l'équipe d'Équateur : 0

### Espagne
Confrontations en matchs officiels entre l'Espagne et l'Afrique du Sud :
| Date             | Lieu          | Match                    | Score      | Compétition                                            |
| ---------------- | ------------- | ------------------------ | ---------- | ------------------------------------------------------ |
| 12 juin 2002     | Daejeon       | Afrique du Sud - Espagne | 2-3        | Coupe du monde 2002 - 1er tour (Groupe B)              |
| 20 juin 2009     | Bloemfontein  | Espagne - Afrique du Sud | 2-0        | Coupe des confédérations 2009 - 1er tour (Groupe A)    |
| 28 juin 2009     | Rustenburg    | Espagne - Afrique du Sud | 3-2 (a.p.) | Coupe des confédérations 2009 - Match pour la 3e place |
| 19 novembre 2013 | Johannesbourg | Afrique du Sud - Espagne | 1-0        | Match amical                                           |

#### Bilan
Total de matchs disputés : 4
- Victoires de l'équipe d'Espagne : 3
- Matchs nuls : 0
- Victoires de l'équipe d'Afrique du Sud : 1

### États-Unis
Confrontations entre les États-Unis et l'Afrique du Sud :
| Date             | Lieu          | Match                       | Score | Compétition  |
| ---------------- | ------------- | --------------------------- | ----- | ------------ |
| 3 juin 2000      | Washington    | États-Unis - Afrique du Sud | 4-0   | US Cup 2000  |
| 17 novembre 2007 | Johannesbourg | Afrique du Sud - États-Unis | 0-1   | Match amical |
| 17 novembre 2010 | Le Cap        | Afrique du Sud - États-Unis | 0-1   | Match amical |

#### Bilan
Total de matchs disputés : 3
- Victoires de l'équipe d'Afrique du Sud : 0
- Matchs nuls : 0
- Victoires de l'équipe des États-Unis : 3

### Éthiopie
Confrontations entre l'Éthiopie et l'Afrique du Sud :
| Date         | Lieu        | Match                     | Score | Compétition                                             |
| ------------ | ----------- | ------------------------- | ----- | ------------------------------------------------------- |
| 3 juin 2012  | Rustenburg  | Afrique du Sud - Éthiopie | 1-1   | Qualif. pour la Coupe du Monde 2014- 2e tour (Groupe A) |
| 16 juin 2013 | Addis-Abeba | Éthiopie - Afrique du Sud | 2-1   | Qualif. pour la Coupe du Monde 2014- 2e tour (Groupe A) |

#### Bilan
Total de matchs disputés : 2
- Victoires de l'équipe d'Afrique du Sud : 0
- Match nul : 1
- Victoires de l'équipe d'Éthiopie : 1

## F

### France
Confrontations entre l'équipe de France de football et l'équipe d'Afrique du Sud de football.
| Date            | Lieu                         | Match                   | Score | Compétition                               |
| --------------- | ---------------------------- | ----------------------- | ----- | ----------------------------------------- |
| 11 octobre 1997 | Lens                         | France - Afrique du Sud | 2-1   | Match amical                              |
| 12 juin 1998    | Marseille                    | France - Afrique du Sud | 3-0   | Coupe du monde 1998 - 1er tour (Groupe C) |
| 7 octobre 2000  | Johannesbourg Afrique du Sud | Afrique du Sud - France | 0-0   | Match amical                              |
| 22 juin 2010    | Bloemfontein Afrique du Sud  | France - Afrique du Sud | 1-2   | Coupe du monde 2010 - 1er tour (Groupe A) |

#### Bilan
En 4 confrontations, l'équipe de France a remporté 2 victoires contre 1 pour l'équipe d'Afrique du Sud.
| Rang | Équipe         | Pts | J | G | N | P | Bp | Bc | Diff |
| ---- | -------------- | --- | - | - | - | - | -- | -- | ---- |
| 1    | France         | 7   | 4 | 2 | 1 | 1 | 6  | 3  | +3   |
| 2    | Afrique du Sud | 4   | 4 | 1 | 1 | 2 | 3  | 6  | -3   |

## G

### Gabon
Confrontations entre le Gabon et l'Afrique du Sud :
| Date            | Lieu       | Match                  | Score | Compétition                                          |
| --------------- | ---------- | ---------------------- | ----- | ---------------------------------------------------- |
| 27 février 1999 | Mabopane   | Afrique du Sud - Gabon | 4-1   | Qualifications pour la CAN 2000 - 2e tour (Groupe 4) |
| 10 avril 1999   | Libreville | Gabon - Afrique du Sud | 1-0   | Qualifications pour la CAN 2000 - 2e tour (Groupe 4) |
| 23 janvier 2000 | Kumasi     | Afrique du Sud - Gabon | 3-1   | CAN 2000 - 1er tour (Groupe B)                       |
| 15 juin 2012    | Nelspruit  | Afrique du Sud - Gabon | 3-0   | Match amical                                         |

#### Bilan
Total de matchs disputés : 4
- Victoires de l'équipe d'Afrique du Sud : 3
- Matchs nuls : 0
- Victoires de l'équipe du Gabon : 1

### Gambie
Confrontations entre la Gambie et l'Afrique du Sud :
| Date         | Lieu   | Match                   | Score | Compétition                                |
| ------------ | ------ | ----------------------- | ----- | ------------------------------------------ |
| 13 juin 2015 | Durban | Afrique du Sud - Gambie | 0-0   | Qualifications pour la CAN 2017 (Groupe M) |
| 4 juin 2016  | Bakau  | Gambie - Afrique du Sud | 0-4   | Qualifications pour la CAN 2017 (Groupe M) |

#### Bilan
Total de matchs disputés : 2
- Victoires de l'équipe d'Afrique du Sud : 1
- Matchs nuls : 1
- Victoires de l'équipe de Gambie : 0

### Géorgie
Confrontations entre la Géorgie et l'Afrique du Sud :
| Date         | Lieu     | Match                    | Score | Compétition  |
| ------------ | -------- | ------------------------ | ----- | ------------ |
| 27 mars 2002 | Tbilissi | Géorgie - Afrique du Sud | 4-1   | Match amical |

#### Bilan
Total de matchs disputés : 1
- Victoires de l'équipe d'Afrique du Sud : 0
- Matchs nuls : 0
- Victoires de l'équipe de Géorgie : 1

### Ghana
Confrontations entre le Ghana et l'Afrique du Sud :
| Date              | Lieu          | Match                  | Score | Compétition                                          |
| ----------------- | ------------- | ---------------------- | ----- | ---------------------------------------------------- |
| 27 novembre 1994  | Pretoria      | Afrique du Sud - Ghana | 2-1   | Coupe Simba                                          |
| 31 janvier 1996   | Johannesbourg | Afrique du Sud - Ghana | 3-0   | Match amical                                         |
| 21 septembre 1996 | Pretoria      | Afrique du Sud - Ghana | 0-0   | Coupe Simba                                          |
| 6 février 2000    | Kumasi        | Afrique du Sud - Ghana | 1-0   | CAN 2000 1/4 finale                                  |
| 24 janvier 2002   | Ségou         | Afrique du Sud - Ghana | 0-0   | CAN 2002 - 1er tour (Groupe B)                       |
| 20 juin 2004      | Kumasi        | Ghana - Afrique du Sud | 3-0   | Qualif. CAN / Coupe du Monde 2006-2e tour (Groupe 2) |
| 18 juin 2005      | Johannesbourg | Afrique du Sud - Ghana | 0-2   | Qualif. CAN / Coupe du Monde 2006-2e tour (Groupe 2) |
| 15 octobre 2008   | Bloemfontein  | Afrique du Sud - Ghana | 2-1   | Match amical                                         |
| 11 août 2010      | Johannesbourg | Afrique du Sud - Ghana | 1-0   | Match amical                                         |
| 27 janvier 2015   | Mongomo       | Afrique du Sud - Ghana | 1-2   | CAN 2015 - 1er tour (Groupe C)                       |
| 12 novembre 2016  | Durban        | Afrique du Sud - Ghana | 1-1   | Match amical                                         |

#### Bilan
Total de matchs disputés : 11
- Victoires de l'équipe d'Afrique du Sud : 5
- Matchs nuls : 3
- Victoires de l'équipe du Ghana : 3

### Guatemala
Confrontations entre le Guatemala et l'Afrique du Sud :
| Date            | Lieu    | Match                      | Score | Compétition                         |
| --------------- | ------- | -------------------------- | ----- | ----------------------------------- |
| 13 juillet 2005 | Houston | Guatemala - Afrique du Sud | 1-1   | Gold Cup 2005 - 1er tour (Groupe C) |
| 31 mai 2010     | Le Cap  | Afrique du Sud - Guatemala | 5-0   | Match amical                        |

#### Bilan
Total de matchs disputés : 2
- Victoires de l'équipe d'Afrique du Sud : 1
- Matchs nuls : 1
- Victoires de l'équipe du Guatemala : 0

### Guinée
Confrontations entre la Guinée et l'Afrique du Sud :
| Date             | Lieu       | Match                   | Score | Compétition                    |
| ---------------- | ---------- | ----------------------- | ----- | ------------------------------ |
| 22 janvier 2006  | Alexandrie | Afrique du Sud - Guinée | 0-2   | CAN 2006 - 1er tour (Groupe C) |
| 9 septembre 2008 | Pretoria   | Afrique du Sud - Guinée | 0-1   | Match amical                   |

#### Bilan
Total de matchs disputés : 2
- Victoires de l'équipe d'Afrique du Sud : 0
- Matchs nuls : 0
- Victoires de l'équipe de Guinée : 2

### Guinée-Bissau
Confrontations entre la Guinée-Bissau et l'Afrique du Sud :
| Date         | Lieu   | Match                          | Score | Compétition  |
| ------------ | ------ | ------------------------------ | ----- | ------------ |
| 25 mars 2017 | Durban | Afrique du Sud - Guinée-Bissau | 3-1   | Match amical |

#### Bilan
Total de matchs disputés : 1
- Victoires de l'équipe d'Afrique du Sud : 1
- Matchs nuls : 0
- Victoires de l'équipe de Guinée-Bissau : 0

### Guinée Équatoriale
Confrontations entre la Guinée Équatoriale et l'Afrique du Sud :
| Date            | Lieu     | Match                               | Score | Compétition                                            |
| --------------- | -------- | ----------------------------------- | ----- | ------------------------------------------------------ |
| 7 juin 2008     | Pretoria | Afrique du Sud - Guinée Équatoriale | 4-1   | Qualif. CAN / Coupe du Monde 2010 - 2e tour (Groupe 4) |
| 11 octobre 2008 | Malabo   | Guinée Équatoriale - Afrique du Sud | 0-1   | Qualif. CAN / Coupe du Monde 2010 - 2e tour (Groupe 4) |
| 6 janvier 2012  | Bata     | Guinée Équatoriale - Afrique du Sud | 0-0   | Match amical                                           |

#### Bilan
Total de matchs disputés : 3
- Victoires de l'équipe d'Afrique du Sud : 2
- Matchs nuls : 1
- Victoires de l'équipe de Guinée Équatoriale : 0

## H

### Honduras
Confrontations entre le Honduras et l'Afrique du Sud :
| Date            | Lieu           | Match                     | Score | Compétition  |
| --------------- | -------------- | ------------------------- | ----- | ------------ |
| 13 octobre 2015 | San Pedro Sula | Honduras - Afrique du Sud | 1-1   | Match amical |

#### Bilan
Total de matchs disputés : 1
- Victoires de l'équipe d'Afrique du Sud : 0
- Matchs nuls : 1
- Victoires de l'équipe du Honduras : 0

## I

### Irak
Confrontations en matchs officiels entre l'Irak et l'Afrique du Sud :
| Date         | Lieu          | Match                 | Score | Compétition                                         |
| ------------ | ------------- | --------------------- | ----- | --------------------------------------------------- |
| 14 juin 2009 | Johannesbourg | Afrique du Sud - Irak | 0-0   | Coupe des confédérations 2009 - 1er tour (Groupe A) |

#### Bilan
Total de matchs disputés : 1
- Victoires de l'équipe d'Afrique du Sud : 0
- Matchs nuls : 1
- Victoires de l'équipe d'Irak : 0

### Irlande
Confrontations entre l'Irlande et l'Afrique du Sud :
| Date             | Lieu            | Match                    | Score | Compétition  |
| ---------------- | --------------- | ------------------------ | ----- | ------------ |
| 11 juin 2000     | East Rutherford | Irlande - Afrique du Sud | 2-1   | US Cup 2000  |
| 8 septembre 2009 | Limerick        | Irlande - Afrique du Sud | 1-0   | Match amical |

#### Bilan
Total de matchs disputés : 2
- Victoires de l'équipe d'Afrique du Sud : 0
- Matchs nuls : 0
- Victoires de l'équipe d'Irlande : 2

### Islande
Confrontations entre l'Islande et l'Afrique du Sud :
| Date            | Lieu        | Match                    | Score | Compétition  |
| --------------- | ----------- | ------------------------ | ----- | ------------ |
| 6 juin 1998     | Baiersbronn | Afrique du Sud - Islande | 1-1   | Match amical |
| 17 août 2005    | Reykjavik   | Islande - Afrique du Sud | 4-1   | Match amical |
| 13 octobre 2009 | Reykjavik   | Islande - Afrique du Sud | 1-0   | Match amical |

#### Bilan
Total de matchs disputés : 3
- Victoires de l'équipe d'Afrique du Sud : 0
- Matchs nuls : 1
- Victoires de l'équipe d'Islande : 2

### Israël
Confrontations entre Israël et l'Afrique du Sud :
| Date       | Lieu          | Match                   | Score | Compétition  |
| ---------- | ------------- | ----------------------- | ----- | ------------ |
| 1 mai 1954 | Johannesbourg | Afrique du Sud - Israël | 2-1   | Match amical |

#### Bilan
Total de matchs disputés : 1
- Victoires de l'équipe d'Afrique du Sud : 1
- Matchs nuls : 0
- Victoires de l'équipe d'Israël : 0

### Italie
Confrontations en matchs officiels entre l'Italie et Afrique du Sud :
| Date            | Lieu    | Match                   | Score | Compétition  |
| --------------- | ------- | ----------------------- | ----- | ------------ |
| 25 avril 2001   | Pérouse | Italie - Afrique du Sud | 1-0   | Match amical |
| 17 octobre 2007 | Sienne  | Italie - Afrique du Sud | 2-0   | Match amical |

#### Bilan
Total de matchs disputés : 2
- Victoires de l'équipe d'Italie : 2
- Matchs nuls : 0
- Victoires de l'équipe d'Afrique du Sud : 0

## J

### Jamaïque
Confrontations entre la Jamaïque et l'Afrique du Sud :
| Date             | Lieu         | Match                     | Score | Compétition                         |
| ---------------- | ------------ | ------------------------- | ----- | ----------------------------------- |
| 9 mai 1999       | Kingston     | Jamaïque - Afrique du Sud | 1-1   | Match amical                        |
| 30 avril 2003    | Le Cap       | Afrique du Sud - Jamaïque | 0-0   | Match amical                        |
| 10 juillet 2005  | Los Angeles  | Jamaïque - Afrique du Sud | 3-3   | Gold Cup 2005 - 1er tour (Groupe C) |
| 17 novembre 2009 | Bloemfontein | Afrique du Sud - Jamaïque | 0-0   | Match amical                        |
| 28 avril 2010    | Offenbach    | Afrique du Sud - Jamaïque | 2-0   | Match amical                        |

#### Bilan
Total de matchs disputés : 5
- Victoires de l'équipe d'Afrique du Sud : 1
- Matchs nuls : 4
- Victoires de l'équipe de Jamaïque : 0

### Japon
Confrontations entre le Japon et l'Afrique du Sud :
| Date             | Lieu           | Match                  | Score | Compétition  |
| ---------------- | -------------- | ---------------------- | ----- | ------------ |
| 14 novembre 2009 | Port Elizabeth | Afrique du Sud - Japon | 0-0   | Match amical |

#### Bilan
Total de matchs disputés : 1
- Victoires de l'équipe du Japon : 0
- Matchs nuls : 1
- Victoires de l'équipe d'Afrique du Sud : 0

## K

### Kenya
Confrontations entre le Kenya et l'Afrique du Sud :
| Date              | Lieu       | Match                  | Score | Compétition        |
| ----------------- | ---------- | ---------------------- | ----- | ------------------ |
| 14 septembre 1996 | Durban     | Afrique du Sud - Kenya | 1-0   | Coupe Simba        |
| 23 octobre 2002   | Arusha     | Kenya - Afrique du Sud | 1-1   | Coupe Castle Lager |
| 9 février 2011    | Rustenburg | Afrique du Sud - Kenya | 2-0   | Match amical       |
| 16 octobre 2012   | Nairobi    | Kenya - Afrique du Sud | 1-2   | Match amical       |

#### Bilan
Total de matchs disputés : 4
- Victoires de l'équipe d'Afrique du Sud : 3
- Matchs nuls : 1
- Victoires de l'équipe du Kenya : 0

## L

### Lesotho
Confrontations entre le Lesotho et l'Afrique du Sud  :
| Date             | Lieu          | Match                    | Score | Compétition                                                   |
| ---------------- | ------------- | ------------------------ | ----- | ------------------------------------------------------------- |
| 30 avril 1995    | Maseru        | Lesotho - Afrique du Sud | 1-3   | Match amical                                                  |
| 9 avril 2000     | Maseru        | Lesotho - Afrique du Sud | 0-2   | Qualif. pour la Coupe du monde 2002- 1er tour (Poule B)       |
| 22 avril 2000    | Bloemfontein  | Afrique du Sud - Lesotho | 1-0   | Qualif. pour la Coupe du monde 2002- 1er tour (Poule B)       |
| 8 octobre 2003   | Maseru        | Lesotho - Afrique du Sud | 0-3   | Match amical                                                  |
| 10 mai 2006      | Maseru        | Lesotho - Afrique du Sud | 0-0   | Match amical                                                  |
| 27 novembre 2007 | Johannesbourg | Afrique du Sud - Lesotho | 5-0   | Match amical                                                  |
| 2 juin 2013      | Maseru        | Lesotho - Afrique du Sud | 0-2   | Match amical                                                  |
| 20 juillet 2013  | Ndola         | Lesotho - Afrique du Sud | 1-2   | Coupe COSAFA 2013 - Petite Finale                             |
| 14 mai 2015      | Maseru        | Lesotho - Afrique du Sud | 0-0   | Match amical                                                  |
| 16 mai 2015      | Maseru        | Lesotho - Afrique du Sud | 1-1   | Match amical                                                  |
| 18 juin 2016     | Windhoek      | Afrique du Sud - Lesotho | 2-1   | Coupe COSAFA 2016 - 1/4 finale                                |
| 28 juillet 2019  | Maseru        | Lesotho - Afrique du Sud | 3-2   | Qualif. au Champ. d'Afrique des Nations 2020-2etour(Zone Sud) |
| 4 août 2019      | Johannesbourg | Afrique du Sud - Lesotho | 0-3   | Qualif. au Champ. d'Afrique des Nations 2020-2etour(Zone Sud) |

#### Bilan
Total de matchs disputés : 13
- Victoires de l'équipe d'Afrique du Sud : 8
- Matchs nuls : 3
- Victoires de l'équipe du Lesotho : 2

### Liberia
Confrontations entre le Liberia et l'Afrique du Sud  :
| Date             | Lieu          | Match                    | Score | Compétition                                          |
| ---------------- | ------------- | ------------------------ | ----- | ---------------------------------------------------- |
| 16 décembre 2000 | Johannesbourg | Afrique du Sud - Liberia | 2-1   | Qualifications pour la CAN 2002 - 2e tour (Groupe 2) |
| 3 juin 2001      | Paynesville   | Liberia - Afrique du Sud | 0-3   | Qualifications pour la CAN 2002 - 2e tour (Groupe 2) |

#### Bilan
Total de matchs disputés : 2
- Victoires de l'équipe d'Afrique du Sud : 2
- Matchs nuls : 0
- Victoires de l'équipe du Liberia : 0

### Libye
Confrontations entre la Libye et l'Afrique du Sud :
| Date             | Lieu   | Match                  | Score | Compétition                                          |
| ---------------- | ------ | ---------------------- | ----- | ---------------------------------------------------- |
| 7 septembre 2018 | Durban | Afrique du Sud - Libye | 0-0   | Qualifications pour la CAN 2019 - 2e tour (Groupe E) |
| 23 mars 2019     | Sfax   | Libye - Afrique du Sud | 1-2   | Qualifications pour la CAN 2019 - 2e tour (Groupe E) |

#### Bilan
Total de matchs disputés : 2
- Victoires de l'équipe d'Afrique du Sud : 1
- Matchs nuls : 1
- Victoires de l'équipe de Libye : 0

## M

### Madagascar
Confrontations entre Madagascar et l'Afrique du Sud  :
| Date             | Lieu           | Match                       | Score     | Compétition                                |
| ---------------- | -------------- | --------------------------- | --------- | ------------------------------------------ |
| 4 septembre 1994 | Antananarivo   | Madagascar - Afrique du Sud | 0-1       | Qualifications pour la CAN 1996 (Groupe 5) |
| 12 mai 2002      | Durban         | Afrique du Sud - Madagascar | 1-0       | Match amical                               |
| 21 juillet 2002  | Port Elizabeth | Afrique du Sud - Madagascar | 0-0       | Match amical                               |
| 29 mars 2003     | Johannesbourg  | Afrique du Sud - Madagascar | 2-0       | Match amical                               |
| 3 juin 2018      | Polokwane      | Afrique du Sud - Madagascar | 0-0 (3-4) | Coupe COSAFA 2018 - 1/4 finale             |

#### Bilan
Total de matchs disputés : 5
- Victoires de l'équipe d'Afrique du Sud : 3
- Matchs nuls : 2
- Victoires de l'équipe de Madagascar : 0

### Malawi
Confrontations entre le Malawi et l'Afrique du Sud  :
| Date              | Lieu          | Match                   | Score     | Compétition                                               |
| ----------------- | ------------- | ----------------------- | --------- | --------------------------------------------------------- |
| 1 juin 1996       | Blantyre      | Malawi - Afrique du Sud | 0-1       | Qualif. pour la Coupe du Monde 1998-2e tour(Groupe 3)     |
| 15 juin 1996      | Johannesbourg | Afrique du Sud - Malawi | 3-0       | Qualif. pour la Coupe du Monde 1998-2e tour(Groupe 3)     |
| 27 janvier 2001   | Blantyre      | Malawi - Afrique du Sud | 1-2       | Qualif. pour la Coupe du monde 2002-Tour final (Groupe 5) |
| 14 juillet 2001   | Durban        | Afrique du Sud - Malawi | 2-0       | Qualif. pour la Coupe du monde 2002-Tour final (Groupe 5) |
| 27 juillet 2001   | Blantyre      | Malawi - Afrique du Sud | 1-0       | Coupe COSAFA 2001 - 1/4 finale                            |
| 21 septembre 2002 | Blantyre      | Malawi - Afrique du Sud | 1-3       | Coupe COSAFA 2002 - Finale                                |
| 28 septembre 2002 | Durban        | Afrique du Sud - Malawi | 1-0       | Coupe COSAFA 2002 - Finale                                |
| 30 septembre 2008 | Johannesbourg | Afrique du Sud - Malawi | 3-0       | Match amical                                              |
| 22 décembre 2012  | Durban        | Afrique du Sud - Malawi | 3-1       | Match amical                                              |
| 22 mai 2015       | Rustenburg    | Afrique du Sud - Malawi | 2-1       | Match amical                                              |
| 27 mai 2015       | Moruleng      | Afrique du Sud - Malawi | 0-0 (4-5) | Coupe COSAFA 2015 - Classement                            |
| 7 juin 2019       | Durban        | Afrique du Sud - Malawi | 0-0 (5-4) | Coupe COSAFA 2019 - Classement                            |

#### Bilan
Total de matchs disputés : 12
- Victoires de l'équipe d'Afrique du Sud : 9
- Matchs nuls : 2
- Victoires de l'équipe du Malawi : 1

### Mali
Confrontations entre le Mali et l'Afrique du Sud  :
| Date            | Lieu       | Match                  | Score     | Compétition                                                  |
| --------------- | ---------- | ---------------------- | --------- | ------------------------------------------------------------ |
| 3 février 2002  | Kayes      | Afrique du Sud - Mali  | 0-2       | CAN 2002 - 1/4 finale                                        |
| 2 février 2013  | Durban     | Afrique du Sud - Mali  | 1-1 (1-3) | CAN 2013 - 1/4 finale                                        |
| 15 janvier 2014 | Le Cap     | Afrique du Sud - Mali  | 1-1       | Championnat d'Afrique des Nations 2014 - 1er tour (Groupe A) |
| 14 janvier 2015 | Libreville | Afrique du Sud - Mali  | 3-0       | Match amical                                                 |
| 16 Janvier 2024 | Korhogo    | Mali vs Afrique du Sud | 2-0       | CAN 2024 (Gr E)                                              |

#### Bilan
Total de matchs disputés : 5
- Victoires de l'équipe d'Afrique du Sud : 1
- Matchs nuls : 1
- Victoires de l'équipe du Mali : 3

### Malte
Confrontations entre Malte et l'Afrique du Sud  :
| Date        | Lieu     | Match                  | Score | Compétition  |
| ----------- | -------- | ---------------------- | ----- | ------------ |
| 28 mai 2000 | Ta' Qali | Malte - Afrique du Sud | 0-1   | Match amical |

#### Bilan
Total de matchs disputés : 1
- Victoires de l'équipe d'Afrique du Sud : 1
- Matchs nuls : 0
- Victoires de l'équipe de Malte : 0

### Maroc
Confrontations entre le Maroc et l'Afrique du Sud  :
| Date             | Lieu        | Match                  | Score | Compétition                    |
| ---------------- | ----------- | ---------------------- | ----- | ------------------------------ |
| 22 février 1998  | Ouagadougou | Maroc - Afrique du Sud | 1-2   | CAN 1998 - 1/4 de finale       |
| 30 janvier 2002  | Ségou       | Afrique du Sud - Maroc | 3-1   | CAN 2002 - 1er tour (Groupe B) |
| 4 février 2004   | Sousse      | Maroc - Afrique du Sud | 1-1   | CAN 2004 - 1er tour (Groupe D) |
| 27 janvier 2013  | Durban      | Maroc - Afrique du Sud | 2-2   | CAN 2013 - 1er tour (Groupe A) |
| 11 octobre 2013  | Agadir      | Maroc - Afrique du Sud | 1-1   | Match amical                   |
| 1er juillet 2019 | Le Caire    | Afrique du Sud - Maroc | 0-1   | CAN 2019 - 1er tour (Groupe D) |
| 9 Juin 2022      | Rabat       | Maroc - Afrique du Sud | 2-1   | Qualification CAN 2024         |
| 17 Juin 2023     | Rustenburg  | Afrique du Sud - Maroc | 2̈-1   | Qualification CAN 2024         |
| 30 Janvier 2024  | San Pédro   | Maroc - Afrique du Sud | 0-2   | CAN 2024 (1/8 De Finale)       |

#### Bilan
Total de matchs disputés : 9
- Victoires de l'équipe d'Afrique du Sud  4
- Matchs nuls : 3
- Victoires de l'équipe du Maroc : 2

### Maurice
Confrontations entre Maurice et l'Afrique du Sud  :
| Date            | Lieu             | Match                    | Score | Compétition                                            |
| --------------- | ---------------- | ------------------------ | ----- | ------------------------------------------------------ |
| 10 avril 1993   | Johannesbourg    | Afrique du Sud - Maurice | 0-0   | Qualifications Coupe d'Afrique des nations 1994        |
| 25 juillet 1993 | Belle Vue Maurel | Maurice - Afrique du Sud | 1-3   | Qualifications Coupe d'Afrique des nations 1994        |
| 15 octobre 1994 | Mabopane         | Afrique du Sud - Maurice | 1-0   | Qualifications Coupe d'Afrique des nations 1996        |
| 23 janvier 1999 | Curepipe         | Maurice - Afrique du Sud | 1-1   | Qualifications Coupe d'Afrique des nations 2000        |
| 5 juin 1999     | Durban           | Afrique du Sud - Maurice | 2-0   | Qualifications Coupe d'Afrique des nations 2000        |
| 29 avril 2000   | Rustenburg       | Afrique du Sud - Maurice | 3-0   | Coupe COSAFA 2000                                      |
| 13 janvier 2001 | Belle Vue Maurel | Maurice - Afrique du Sud | 1-1   | Qualifications Coupe d'Afrique des nations 2002        |
| 24 mars 2001    | Port Elizabeth   | Afrique du Sud - Maurice | 3-0   | Qualifications Coupe d'Afrique des nations 2002        |
| 10 janvier 2004 | Curepipe         | Maurice - Afrique du Sud | 2-0   | Coupe COSAFA 2004                                      |
| 27 février 2005 | Curepipe         | Maurice - Afrique du Sud | 0-1   | Coupe COSAFA 2005                                      |
| 27 mai 2007     | Lobamba          | Afrique du Sud - Maurice | 2-0   | Coupe COSAFA 2007                                      |
| 20 juin 2015    | Johannesbourg    | Afrique du Sud - Maurice | 3-0   | Qualif. pour le Championnat d'Afrique des Nations 2016 |
| 3 juillet 2015  | Belle Vue Maurel | Maurice - Afrique du Sud | 0-2   | Qualif. pour le Championnat d'Afrique des Nations 2016 |

#### Bilan
Total de matchs disputés : 13
- Victoires de l'équipe d'Afrique du Sud : 9
- Matchs nuls : 3
- Victoires de l'équipe de Maurice : 1

### Mauritanie
Confrontations entre la Mauritanie et l'Afrique du Sud :
| Date             | Lieu       | Match                       | Score | Compétition                                |
| ---------------- | ---------- | --------------------------- | ----- | ------------------------------------------ |
| 4 septembre 2015 | Nouakchott | Mauritanie - Afrique du Sud | 3-1   | Qualifications pour la CAN 2017 (Groupe M) |
| 2 septembre 2016 | Nelspruit  | Afrique du Sud - Mauritanie | 1-1   | Qualifications pour la CAN 2017 (Groupe M) |

#### Bilan
Total de matchs disputés : 2
- Victoires de l'équipe d'Afrique du Sud : 0
- Matchs nuls : 1
- Victoires de l'équipe de Mauritanie : 1

### Mexique
Confrontations entre le Mexique et l'Afrique du Sud:
| Date           | Lieu          | Match                    | Score | Compétition                                                   |
| -------------- | ------------- | ------------------------ | ----- | ------------------------------------------------------------- |
| 6 octobre 1993 | Los Angeles   | Mexique - Afrique du Sud | 4-0   | Match amical                                                  |
| 7 juin 2000    | Dallas        | Mexique - Afrique du Sud | 4-2   | US Cup 2000                                                   |
| 8 juillet 2005 | Carson        | Afrique du Sud - Mexique | 2-1   | Gold Cup 2005 - 1er tour (Groupe C)                           |
| 11 juin 2010   | Johannesbourg | Afrique du Sud - Mexique | 1-1   | Coupe du monde 2010 - 1er tour (Groupe A) - Match d'ouverture |

#### Bilan
| Rang | Équipe         | Pts | J | G | N | P | Bp | Bc | Diff |
| ---- | -------------- | --- | - | - | - | - | -- | -- | ---- |
| 2    | Afrique du Sud | 4   | 4 | 1 | 1 | 2 | 5  | 10 | -5   |
| 1    | Mexique        | 7   | 4 | 2 | 1 | 1 | 10 | 5  | +5   |

### Mozambique
Confrontations entre le Mozambique et l'Afrique du Sud :
| Date              | Lieu          | Match                       | Score | Compétition                                                 |
| ----------------- | ------------- | --------------------------- | ----- | ----------------------------------------------------------- |
| 30 septembre 1995 | Johannesbourg | Afrique du Sud - Mozambique | 3-2   | Match amical                                                |
| 29 avril 2001     | Maputo        | Mozambique - Afrique du Sud | 0-3   | Coupe COSAFA 2001                                           |
| 13 janvier 2008   | Durban        | Afrique du Sud - Mozambique | 2-0   | Match amical                                                |
| 11 septembre 2012 | Nelspruit     | Afrique du Sud - Mozambique | 2-0   | Match amical                                                |
| 11 janvier 2014   | Le Cap        | Afrique du Sud - Mozambique | 3-1   | Championnat d'Afrique des Nations 2014 -1er tour (Groupe A) |
| 15 novembre 2016  | Maputo        | Mozambique - Afrique du Sud | 1-1   | Match amical                                                |

#### Bilan
Total de matchs disputés : 6
- Victoires de l'équipe d'Afrique du Sud : 5
- Matchs nuls : 1
- Victoires de l'équipe du Mozambique : 0

## N

### Namibie
Confrontations entre la Namibie et l'Afrique du Sud :
| Date            | Lieu           | Match                    | Score | Compétition                    |
| --------------- | -------------- | ------------------------ | ----- | ------------------------------ |
| 24 janvier 1998 | Windhoek       | Namibie - Afrique du Sud | 3-2   | Coupe COSAFA 1998              |
| 16 février 1998 | Bobo-Dioulasso | Afrique du Sud - Namibie | 4-1   | CAN 1998 - 1er tour (Groupe C) |
| 31 juillet 1999 | Windhoek       | Namibie - Afrique du Sud | 1-1   | Coupe COSAFA 1999 - 1/4 finale |
| 16 août 2006    | Windhoek       | Namibie - Afrique du Sud | 1-0   | Match amical                   |
| 3 mars 2010     | Durban         | Afrique du Sud - Namibie | 1-1   | Match amical                   |
| 13 juillet 2013 | Lusaka         | Afrique du Sud - Namibie | 2-1   | Coupe COSAFA 2013 - 1/4 finale |
| 7 juillet 2017  | Moruleng       | Afrique du Sud - Namibie | 1-0   | Coupe COSAFA 2017 - Classement |
| 5 juin 2018     | Polokwane      | Namibie - Afrique du Sud | 1-4   | Coupe COSAFA 2018 - Classement |
| 28 juin 2019    | Le Caire       | Afrique du Sud - Namibie | 1-0   | CAN 2019 - 1er tour (Groupe D) |
| 5 Juillet 2023  | Polokwane      | Afrique du Sud - Namibie | 1-1   | COUPE COSAFA (Groupe A)        |
| 21 Janvier 2024 | Korhogo        | Afrique du Sud - Namibie | 4-0   | CAN 2024 (Gr E)                |

#### Bilan
Total de matchs disputés :11
- Victoires de l'équipe d'Afrique du Sud :6
- Matchs nuls : 3
- Victoires de l'équipe de Namibie : 2

### Niger
Confrontations entre le Niger et l'Afrique du Sud :
| Date             | Lieu      | Match                  | Score | Compétition                                |
| ---------------- | --------- | ---------------------- | ----- | ------------------------------------------ |
| 3 septembre 2010 | Nelspruit | Afrique du Sud - Niger | 2-0   | Qualifications pour la CAN 2012 (Groupe G) |
| 4 septembre 2011 | Niamey    | Niger - Afrique du Sud | 2-1   | Qualifications pour la CAN 2012 (Groupe G) |

#### Bilan
Total de matchs disputés : 2
- Victoires de l'équipe d'Afrique du Sud : 1
- Matchs nuls : 0
- Victoires de l'équipe du Niger : 1

### Nigeria
Confrontations entre le Nigeria et l'Afrique du Sud :
| Date              | Lieu           | Match                    | Score    | Compétition                                                 |
| ----------------- | -------------- | ------------------------ | -------- | ----------------------------------------------------------- |
| 10 octobre 1992   | Lagos          | Nigeria - Afrique du Sud | 4-0      | Qualif. pour la Coupe du Monde 1994 - 1er tour (Groupe D)   |
| 16 janvier 1993   | Johannesbourg  | Afrique du Sud - Nigeria | 0-0      | Qualif. pour la Coupe du Monde 1994 - 1er tour (Groupe D)   |
| 10 février 2000   | Lagos          | Nigeria - Afrique du Sud | 2-0      | CAN 2000 - 1/2 finale                                       |
| 31 janvier 2004   | Monastir       | Nigeria - Afrique du Sud | 4-0      | CAN 2004 - 1er tour (Groupe D)                              |
| 17 novembre 2004  | Johannesbourg  | Afrique du Sud - Nigeria | 2-1      | Challenge Nelson Mandela                                    |
| 1 juin 2008       | Abuja          | Nigeria - Afrique du Sud | 0-2      | Qualif. CAN / Coupe du Monde 2010 - 2e tour (Groupe 4)      |
| 6 septembre 2008  | Port Elizabeth | Afrique du Sud - Nigeria | 0-1      | Qualif. CAN / Coupe du Monde 2010 - 2e tour (Groupe 4)      |
| 7 septembre 2013  | Durban         | Afrique du Sud - Nigeria | 0-2      | Match amical                                                |
| 19 janvier 2014   | Le Cap         | Nigeria - Afrique du Sud | 3-1      | Championnat d'Afrique des Nations 2014 -1er tour (Groupe A) |
| 10 septembre 2014 | Le Cap         | Afrique du Sud - Nigeria | 0-0      | Qualifications pour la CAN 2015 - 3e tour (Groupe A)        |
| 19 novembre 2014  | Uyo            | Nigeria - Afrique du Sud | 2-2      | Qualifications pour la CAN 2015 - 3e tour (Groupe A)        |
| 29 mars 2015      | Nelspruit      | Afrique du Sud - Nigeria | 1-1      | Match amical                                                |
| 10 juin 2017      | Uyo            | Nigeria - Afrique du Sud | 0-2      | Qualifications pour la CAN 2019 - 2e tour (Groupe E)        |
| 17 novembre 2018  | Johannesbourg  | Afrique du Sud - Nigeria | 1-1      | Qualifications pour la CAN 2019 - 2e tour (Groupe E)        |
| 10 juillet 2019   | Le Caire       | Nigeria - Afrique du Sud | 2-1      | Coupe d'Afrique des nations 2019 (quart de finale)          |
| 7 Février 2024    | Bouaké         | Nigeria - Afrique du Sud | 1-1(4-2) | CAN 2024 (Demi Finale)                                      |
| 3 Juin 2024       | Uyo            | Nigeria - Afrique du Sud |          | FIFA 2026 Qualification                                     |
| 8 Septembre 2025  | Durban         | Afrique du Sud - Nigeria |          | FIFA 2026 Qualification                                     |

#### Bilan
- Total de matchs disputés : 16
- Victoires du Nigeria :9
- Matchs nuls : 5
- Victoires de l'Afrique du Sud : 2
- Total de buts marqués par le Nigeria : 30
- Total de buts marqués par l'Afrique du Sud : 13

### Norvège
Confrontations entre la Norvège et l'Afrique du Sud :
| Date            | Lieu       | Match                    | Score | Compétition              |
| --------------- | ---------- | ------------------------ | ----- | ------------------------ |
| 28 mars 2009    | Rustenburg | Afrique du Sud - Norvège | 2-1   | Challenge Nelson Mandela |
| 10 octobre 2009 | Oslo       | Norvège - Afrique du Sud | 1-0   | Match amical             |
| 8 janvier 2013  | Le Cap     | Afrique du Sud - Norvège | 0-1   | Match amical             |

#### Bilan
Total de matchs disputés : 3
- Victoires de l'équipe d'Afrique du Sud : 1
- Matchs nuls : 0
- Victoires de l'équipe de Norvège : 2

### Nouvelle-Zélande
Confrontations en matchs officiels entre la Nouvelle-Zélande et l'Afrique du Sud :
| Date            | Lieu         | Match                             | Score | Compétition                                         |
| --------------- | ------------ | --------------------------------- | ----- | --------------------------------------------------- |
| 28 juin 1947    | Christchurch | Nouvelle-Zélande - Afrique du Sud | 5-6   | Match amical                                        |
| 6 juillet 1947  | Dunedin      | Nouvelle-Zélande - Afrique du Sud | 0-6   | Match amical                                        |
| 12 juillet 1947 | Wellington   | Nouvelle-Zélande - Afrique du Sud | 3-8   | Match amical                                        |
| 19 juillet 1947 | Auckland     | Nouvelle-Zélande - Afrique du Sud | 1-4   | Match amical                                        |
| 17 juin 2009    | Rustenburg   | Afrique du Sud - Nouvelle-Zélande | 2-0   | Coupe des confédérations 2009 - 1er tour (Groupe A) |
| 30 mai 2014     | Auckland     | Nouvelle-Zélande - Afrique du Sud | 0-0   | Match amical                                        |

#### Bilan
Total de matchs disputés : 6
- Victoires de l'équipe d'Afrique du Sud : 5
- Matchs nuls : 1
- Victoires de l'équipe de Nouvelle-Zélande : 0

## O

### Ouganda
Confrontations entre l'Ouganda et l'Afrique du Sud :
| Date            | Lieu          | Match                    | Score    | Compétition                                          |
| --------------- | ------------- | ------------------------ | -------- | ---------------------------------------------------- |
| 10 octobre 2004 | Kampala       | Ouganda - Afrique du Sud | 0-1      | Qualif. CAN / Coupe du Monde 2006-2e tour (Groupe 2) |
| 26 mars 2005    | Johannesbourg | Afrique du Sud - Ouganda | 2-1      | Qualif. CAN / Coupe du Monde 2006-2e tour (Groupe 2) |
| 4 juin 2019     | Durban        | Ouganda - Afrique du Sud | 1-1(2-4) | Coupe COSAFA 2019 - Classement                       |

#### Bilan
Total de matchs disputés : 3
- Victoires de l'équipe d'Afrique du Sud : 2
- Matchs nuls : 1
- Victoires de l'équipe d'Ouganda : 0

## P

### Panama
Confrontations entre le Panama et l'Afrique du Sud :
| Date            | Lieu    | Match                   | Score     | Compétition               |
| --------------- | ------- | ----------------------- | --------- | ------------------------- |
| 17 juillet 2005 | Houston | Afrique du Sud - Panama | 1-1 (3-5) | Gold Cup 2005 -1/4 finale |

#### Bilan
Total de matchs disputés : 1
- Victoires de l'équipe d'Afrique du Sud : 0
- Matchs nuls : 1
- Victoires de l'équipe du Panama : 0

### Paraguay
Confrontations entre le Paraguay et l'Afrique du Sud :
| Date             | Lieu     | Match                     | Score | Compétition                               |
| ---------------- | -------- | ------------------------- | ----- | ----------------------------------------- |
| 2 juin 2002      | Pusan    | Paraguay - Afrique du Sud | 2-2   | Coupe du monde 2002 - 1er tour (Groupe B) |
| 26 mars 2008     | Pretoria | Afrique du Sud - Paraguay | 3-0   | Match amical                              |
| 31 mars 2010     | Asuncion | Paraguay - Afrique du Sud | 1-1   | Match amical                              |
| 20 novembre 2018 | Durban   | Afrique du Sud - Paraguay | 1-1   | Match amical                              |

#### Bilan
Total de matchs disputés : 4
- Victoires de l'équipe d'Afrique du Sud : 1
- Matchs nuls : 3
- Victoires de l'équipe du Paraguay : 0

### Pays-Bas
Confrontations entre les Pays-Bas et l'Afrique du Sud :
| Date            | Lieu          | Match                     | Score | Compétition  |
| --------------- | ------------- | ------------------------- | ----- | ------------ |
| 2 novembre 1924 | Amsterdam     | Pays-Bas - Afrique du Sud | 2-1   | Match amical |
| 4 juin 1997     | Johannesbourg | Afrique du Sud - Pays-Bas | 0-2   | Match amical |

#### Bilan
Total de matchs disputés : 2
- Victoires de l'équipe des Pays-Bas : 2
- Matchs nuls : 0
- Victoires de l'équipe d'Afrique du Sud : 0

### Pologne
Confrontations entre la Pologne et l'Afrique du Sud : 
| Date            | Lieu                         | Match                    | Score | Compétition  |
| --------------- | ---------------------------- | ------------------------ | ----- | ------------ |
| 6 juin 2009     | Johannesbourg Afrique du Sud | Afrique du Sud - Pologne | 1-0   | Match amical |
| 12 octobre 2012 | Varsovie                     | Pologne - Afrique du Sud | 1-0   | Match amical |

#### Bilan
Total de matchs disputés : 2
- Victoires de l'équipe d'Afrique du Sud : 1
- Matchs nuls : 0
- Victoires de l'équipe de Pologne : 1

### Portugal
Confrontations entre le Portugal et l'Afrique du Sud :
| Date             | Lieu     | Match                     | Score | Compétition  |
| ---------------- | -------- | ------------------------- | ----- | ------------ |
| 22 novembre 1953 | Lisbonne | Portugal - Afrique du Sud | 3-1   | Match amical |
| 31 mars 2009     | Lausanne | Portugal - Afrique du Sud | 2-0   | Match amical |

#### Bilan
Total de matchs disputés : 2
- Victoires de l'équipe du Portugal : 2
- Matchs nuls : 0
- Victoires de l'équipe d'Afrique du Sud : 0

## R

### République centrafricaine

#### Confrontations
Confrontations entre la République centrafricaine et l'Afrique du Sud :
|   | Date         | Lieu    | Match                                      | Score | Compétition                                                      |
| - | ------------ | ------- | ------------------------------------------ | ----- | ---------------------------------------------------------------- |
| 1 | 23 mars 2013 | Le Cap  | Afrique du Sud - République centrafricaine | 2-0   | Éliminatoires de la Coupe du monde 2014 : zone Afrique, groupe A |
| 2 | 8 juin 2013  | Yaoundé | République centrafricaine - Afrique du Sud | 0-3   | Éliminatoires de la Coupe du monde 2014 : zone Afrique, groupe A |

#### Bilan
Au 19 avril 2019 :
- Total de matchs disputés : 2
- Victoires de la République centrafricaine : 0
- Matchs nuls : 0
- Victoires de l'Afrique du Sud : 2
- Total de buts marqués par la République centrafricaine : 0
- Total de buts marqués par l'Afrique du Sud : 5

### République Démocratique du Congo
| Date             | Lieu          | Match                                              | Score    | Compétition                |
| ---------------- | ------------- | -------------------------------------------------- | -------- | -------------------------- |
| 24 Février 1998  | Ouagadougou   | République Démocratique du Congo - Afrique De Sud  | 1-2      | CAN 1998 (Demi-Finale)     |
| 26 Janvier 2000  | Kumasi        | Afrique du Sud vs République Démocratique du Congo | 1-0      | CAN 2000 (Group B)         |
| 4 Septembre 2004 | Kinshasa      | République Démocratique du Congo - Afrique De Sud  | 1-0      | FIFA 2006 Qualification    |
| 7 Octobre 2005   | Johannesbourg | Afrique du Sud vs République Démocratique du Congo | 2-2      | FIFA 2006 Qualification    |
| 10 Février 2024  | Abidjan       | Afrique du Sud vs République Démocratique du Congo | 0-0(6-5) | CAN 2024 (Troisième Place) |

## S

### Sénégal
Confrontations entre le Sénégal et l'Afrique du Sud :
| Date             | Lieu           | Match                    | Score | Compétition                                             |
| ---------------- | -------------- | ------------------------ | ----- | ------------------------------------------------------- |
| 19 novembre 2002 | Johannesbourg  | Afrique du Sud - Sénégal | 1-1   | Challenge Nelson Mandela                                |
| 18 janvier 2004  | Dakar          | Sénégal - Afrique du Sud | 2-1   | Match amical                                            |
| 12 novembre 2005 | Port Elizabeth | Afrique du Sud - Sénégal | 2-3   | Match amical                                            |
| 31 janvier 2008  | Tamale         | Sénégal - Afrique du Sud | 1-1   | CAN 2008 - 1er tour (Groupe D)                          |
| 29 février 2012  | Durban         | Afrique du Sud - Sénégal | 0-0   | Match amical                                            |
| 23 janvier 2015  | Mongomo        | Afrique du Sud - Sénégal | 1-1   | CAN 2015 - 1er tour (Groupe C)                          |
| 8 septembre 2015 | Johannesbourg  | Afrique du Sud - Sénégal | 1-0   | Match amical                                            |
| 10 novembre 2017 | Polokwane      | Afrique du Sud - Sénégal | 0-2   | Qualif. pour la Coupe du Monde 2018- 3e tour (Groupe D) |
| 14 novembre 2017 | Dakar          | Sénégal - Afrique du Sud | 2-1   | Qualif. pour la Coupe du Monde 2018- 3e tour (Groupe D) |

#### Bilan
Total de matchs disputés : 9
- Victoire de l'équipe d'Afrique du Sud : 1
- Matchs nuls : 4
- Victoires de l'équipe du Sénégal : 4

### Serbie
Confrontations entre la Serbie et l'Afrique du Sud :
| Date         | Lieu     | Match                   | Score | Compétition  |
| ------------ | -------- | ----------------------- | ----- | ------------ |
| 12 août 2009 | Pretoria | Afrique du Sud - Serbie | 1-3   | Match amical |

#### Bilan
Total de matchs disputés : 1
- Victoire de l'équipe d'Afrique du Sud : 0
- Matchs nuls : 0
- Victoire de l'équipe de Serbie : 1

### Seychelles
Confrontations entre les Seychelles et l'Afrique du Sud :
| Date            | Lieu          | Match                       | Score | Compétition                                          |
| --------------- | ------------- | --------------------------- | ----- | ---------------------------------------------------- |
| 26 février 2005 | Curepipe      | Seychelles – Afrique du Sud | 0-3   | Coupe COSAFA 2005                                    |
| 13 octobre 2018 | Johannesbourg | Afrique du Sud - Seychelles | 6-0   | Qualifications pour la CAN 2019 - 2e tour (Groupe E) |
| 16 octobre 2018 | Victoria      | Seychelles – Afrique du Sud | 0-0   | Qualifications pour la CAN 2019 - 2e tour (Groupe E) |

#### Bilan
Total de matchs disputés : 3
- Victoire de l'équipe d'Afrique du Sud : 2
- Matchs nuls : 1
- Victoire de l'équipe des Seychelles : 0

### Sierra Leone

#### Confrontations
Confrontations entre la Sierra Leone et l'Afrique du Sud :
|   | Date            | Lieu           | Match                         | Score | Compétition                                                      |
| - | --------------- | -------------- | ----------------------------- | ----- | ---------------------------------------------------------------- |
| 1 | 14 juin 2008    | Freetown       | Sierra Leone - Afrique du Sud | 1-0   | Éliminatoires de la Coupe du monde 2010 (zone Afrique - 2e tour) |
| 2 | 21 juin 2008    | Atteridgeville | Afrique du Sud - Sierra Leone | 0-0   | Éliminatoires de la Coupe du monde 2010 (zone Afrique - 2e tour) |
| 3 | 10 octobre 2010 | Freetown       | Sierra Leone - Afrique du Sud | 0-0   | Qualifications à la Coupe d'Afrique des nations 2012 (gr. G)     |
| 4 | 8 octobre 2011  | Port Elizabeth | Afrique du Sud - Sierra Leone | 0-0   | Qualifications à la Coupe d'Afrique des nations 2012 (gr. G)     |

#### Bilan
Au 22 avril 2019 :
- Total de matchs disputés : 4
- Victoires de la Sierra Leone : 1
- Matchs nuls : 3
- Victoires de l'Afrique du Sud : 0
- Total de buts marqués par la Sierra Leone : 1
- Total de buts marqués par l'Afrique du Sud : 0

### Slovénie
Confrontations entre la Slovénie et l'Afrique du Sud :
| Date        | Lieu  | Match                     | Score | Compétition                               |
| ----------- | ----- | ------------------------- | ----- | ----------------------------------------- |
| 8 juin 2002 | Daegu | Afrique du Sud - Slovénie | 1-0   | Coupe du monde 2002 - 1er tour (Groupe B) |

#### Bilan
Total de matchs disputés : 1
- Victoire de l'équipe d'Afrique du Sud : 1
- Matchs nuls : 0
- Victoire de l'équipe de Slovénie : 0

### Soudan
Confrontations entre le Soudan et l'Afrique du Sud :
| Date             | Lieu     | Match                   | Score | Compétition                                          |
| ---------------- | -------- | ----------------------- | ----- | ---------------------------------------------------- |
| 5 septembre 2014 | Khartoum | Soudan – Afrique du Sud | 0-3   | Qualifications pour la CAN 2015 - 3e tour (Groupe A) |
| 15 novembre 2014 | Durban   | Afrique du Sud - Soudan | 2-1   | Qualifications pour la CAN 2015 - 3e tour (Groupe A) |

#### Bilan
Total de matchs disputés : 2
- Victoires de l'équipe d'Afrique du Sud : 2
- Matchs nuls : 0
- Victoires de l'équipe du Soudan : 0

### Suède
Confrontations entre la Suède et l'Afrique du Sud :
| Date             | Lieu     | Match                  | Score | Compétition              |
| ---------------- | -------- | ---------------------- | ----- | ------------------------ |
| 27 novembre 1999 | Pretoria | Afrique du Sud - Suède | 1-0   | Challenge Nelson Mandela |
| 15 août 2001     | Solna    | Suède - Afrique du Sud | 3-0   | Match amical             |

#### Bilan
Total de matchs disputés : 2
- Victoires de l'équipe d'Afrique du Sud : 1
- Matchs nuls : 0
- Victoires de l'équipe de Suède : 1

### Swaziland
Confrontations entre le Swaziland et l'Afrique du Sud :
| Date             | Lieu      | Match                      | Score | Compétition                    |
| ---------------- | --------- | -------------------------- | ----- | ------------------------------ |
| 17 juin 2000     | Witbank   | Afrique du Sud - Swaziland | 2-0   | Coupe COSAFA 2000 - 1/4 finale |
| 24 août 2002     | Polokwane | Afrique du Sud - Swaziland | 4-1   | Coupe COSAFA 2002 - 1/2 finale |
| 20 mai 2006      | Gaborone  | Swaziland – Afrique du Sud | 0-1   | Coupe COSAFA 2006              |
| 15 novembre 2013 | Mbabane   | Swaziland – Afrique du Sud | 0-3   | Match amical                   |
| 25 mars 2015     | Lobamba   | Swaziland – Afrique du Sud | 1-3   | Match amical                   |
| 22 juin 2016     | Windhoek  | Afrique du Sud - Swaziland | 5-1   | Coupe COSAFA 2016 - 1/2 finale |

#### Bilan
Total de matchs disputés : 6
- Victoires de l'équipe d'Afrique du Sud : 6
- Matchs nuls : 0
- Victoires de l'équipe du Swaziland : 0

## T

### Tanzanie
Confrontations entre la Tanzanie et l'Afrique du Sud :
| Date            | Lieu         | Match                     | Score | Compétition                    |
| --------------- | ------------ | ------------------------- | ----- | ------------------------------ |
| 26 octobre 2002 | Dar es Salam | Tanzanie – Afrique du Sud | 1-1   | Coupe Castle Lager             |
| 14 mai 2011     | Dar es Salam | Tanzanie – Afrique du Sud | 0-1   | Match amical                   |
| 2 juillet 2017  | Phokeng      | Afrique du Sud - Tanzanie | 0-1   | Coupe COSAFA 2017 - 1/4 finale |

#### Bilan
Total de matchs disputés : 3
- Victoires de l'équipe d'Afrique du Sud : 1
- Matchs nuls : 1
- Victoires de l'équipe de Tanzanie : 1

### Tchad
Confrontations entre le Tchad et l'Afrique du Sud :
| Date         | Lieu      | Match                  | Score | Compétition                                 |
| ------------ | --------- | ---------------------- | ----- | ------------------------------------------- |
| 14 mars 2007 | N'Djaména | Tchad – Afrique du Sud | 0-3   | Qualifications pour la CAN 2008 (Groupe 11) |
| 2 juin 2007  | Durban    | Afrique du Sud - Tchad | 4-0   | Qualifications pour la CAN 2008 (Groupe 11) |

#### Bilan
Total de matchs disputés : 2
- Victoires de l'équipe d'Afrique du Sud : 2
- Matchs nuls : 0
- Victoires de l'équipe du Tchad : 0

### Tchéquie
Confrontations entre la Tchéquie et l'Afrique du Sud :
| Date             | Lieu  | Match                               | Score | Compétition                                         |
| ---------------- | ----- | ----------------------------------- | ----- | --------------------------------------------------- |
| 13 décembre 1997 | Riyad | Afrique du Sud - République tchèque | 2-2   | Coupe des confédérations 1997 - 1er tour (Groupe B) |

#### Bilan
Total de matchs disputés : 1
- Victoire de l'équipe d'Afrique du Sud : 0
- Matchs nul  : 1
- Victoire de l'équipe de République tchèque : 0

### Thaïlande
Confrontations entre la Thaïlande et l'Afrique du Sud :
| Date        | Lieu      | Match                      | Score | Compétition  |
| ----------- | --------- | -------------------------- | ----- | ------------ |
| 16 mai 2010 | Nelspruit | Afrique du Sud - Thaïlande | 4-0   | Match amical |

#### Bilan
Total de matchs disputés : 1
- Victoires de l'équipe d'Afrique du Sud : 1
- Matchs nuls : 0
- Victoires de l'équipe de Thaïlande : 0

### Trinité-et-Tobago
Confrontations entre Trinité-et-Tobago et l'Afrique du Sud :
| Date         | Lieu           | Match                              | Score | Compétition  |
| ------------ | -------------- | ---------------------------------- | ----- | ------------ |
| 6 mai 1999   | Port Elizabeth | Afrique du Sud - Trinité-et-Tobago | 0-2   | Match amical |
| 14 juin 2003 | Port Elizabeth | Afrique du Sud - Trinité-et-Tobago | 2-1   | Match amical |

#### Bilan
Total de matchs disputés : 2
- Victoires de l'équipe d'Afrique du Sud : 1
- Matchs nuls : 0
- Victoires de l'équipe de Trinité-et-Tobago : 1

### Tunisie
Confrontations entre la Tunisie et l'Afrique du Sud :
| Date             | Lieu          | Match                    | Score     | Compétition                    |
| ---------------- | ------------- | ------------------------ | --------- | ------------------------------ |
| 3 février 1996   | Johannesbourg | Afrique du Sud - Tunisie | 2-0       | CAN 1996 - Finale              |
| 12 février 2000  | Accra         | Afrique du Sud - Tunisie | 1-1 (4-3) | CAN 2000 - Petite Finale       |
| 19 novembre 2003 | Tunis         | Tunisie - Afrique du Sud | 2-0       | Match amical                   |
| 18 août 2004     | Tunis         | Tunisie - Afrique du Sud | 0-2       | Match amical                   |
| 26 janvier 2006  | Alexandrie    | Tunisie - Afrique du Sud | 2-0       | CAN 2006 - 1er tour (Groupe C) |
| 27 janvier 2008  | Tamale        | Tunisie - Afrique du Sud | 3-1       | CAN 2008 - 1er tour (Groupe D) |
| 24 Janvier 2024  | Korhogo       | Afrique du Sud - Tunisie | 0-0       | CAN 2024 (Gr E)                |

#### Bilan
Total de matchs disputés : 7
- Victoires de l'équipe d'Afrique du Sud : 3
- Matchs nuls : 1
- Victoires de l'équipe de Tunisie : 3

### Turquie
Confrontations entre la Turquie et l'Afrique du Sud :
| Date        | Lieu      | Match                    | Score | Compétition               |
| ----------- | --------- | ------------------------ | ----- | ------------------------- |
| 23 mai 2002 | Hong Kong | Afrique du Sud - Turquie | 2-0   | Coupe de la Réunification |

#### Bilan
Total de matchs disputés : 1
- Victoires de l'équipe d'Afrique du Sud : 1
- Matchs nuls : 0
- Victoires de l'équipe de Turquie : 0

## U

### Uruguay
Confrontations entre l'Uruguay et l'Afrique du Sud :
| Date              | Lieu          | Match                    | Score | Compétition                                         |
| ----------------- | ------------- | ------------------------ | ----- | --------------------------------------------------- |
| 17 décembre 1997  | Riyad         | Uruguay - Afrique du Sud | 4-3   | Coupe des confédérations 1997 - 1er tour (Groupe B) |
| 12 septembre 2007 | Johannesbourg | Afrique du Sud - Uruguay | 0-0   | Match amical                                        |
| 16 juin 2010      | Pretoria      | Afrique du Sud - Uruguay | 0-3   | Coupe du monde 2010 - 1er tour (Groupe A)           |

#### Bilan
En 3 confrontations, l'équipe d'Uruguay a remporté 2 victoires contre 0 pour l'équipe d'Afrique du Sud.
| Rang | Équipe         | Pts | J | G | N | P | Bp | Bc | Diff |
| ---- | -------------- | --- | - | - | - | - | -- | -- | ---- |
| 1    | Uruguay        | 7   | 3 | 2 | 1 | 0 | 7  | 3  | +4   |
| 2    | Afrique du Sud | 1   | 3 | 0 | 1 | 2 | 3  | 7  | -4   |

## Z

### Zambie
Confrontations entre la Zambie et l'Afrique du Sud :
| Date             | Lieu          | Match                   | Score     | Compétition                                                   |
| ---------------- | ------------- | ----------------------- | --------- | ------------------------------------------------------------- |
| 30 juin 1992     | Johannesbourg | Afrique du Sud - Zambie | 0-1       | Qualifications pour la CAN 1994 (Groupe 5)                    |
| 11 juillet 1993  | Lusaka        | Zambie - Afrique du Sud | 3-0       | Qualifications pour la CAN 1994 (Groupe 5)                    |
| 12 mai 1994      | Johannesbourg | Afrique du Sud - Zambie | 2-1       | Match amical                                                  |
| 13 novembre 1994 | Lusaka        | Zambie - Afrique du Sud | 1-1       | Coupe Simba                                                   |
| 22 novembre 1995 | Pretoria      | Afrique du Sud - Zambie | 2-2       | Qualifications pour la CAN 1996 (Groupe 5)                    |
| 11 janvier 1997  | Lusaka        | Zambie - Afrique du Sud | 0-0       | Qualif. pour la Coupe du Monde 1998-2e tour(Groupe 3)         |
| 8 juin 1997      | Johannesbourg | Afrique du Sud - Zambie | 0-0       | Qualif. pour la Coupe du Monde 1998-2e tour(Groupe 3)         |
| 20 mai 1998      | Johannesbourg | Afrique du Sud - Zambie | 1-1       | Match amical                                                  |
| 13 août 2005     | Mafikeng      | Afrique du Sud - Zambie | 2-2       | Coupe COSAFA 2005 -1/2 finale                                 |
| 30 janvier 2006  | Alexandrie    | Zambie - Afrique du Sud | 1-0       | CAN 2006 - 1er tour (Groupe C)                                |
| 8 octobre 2006   | Lusaka        | Zambie - Afrique du Sud | 0-1       | Qualifications pour la CAN 2008 (Groupe 11)                   |
| 9 septembre 2007 | Le Cap        | Afrique du Sud - Zambie | 1-3       | Qualifications pour la CAN 2008 (Groupe 11)                   |
| 24 octobre 2007  | Bloemfontein  | Afrique du Sud - Zambie | 0-0 (4-3) | Match amical                                                  |
| 27 janvier 2009  | Pretoria      | Afrique du Sud - Zambie | 1-0       | Match amical                                                  |
| 16 octobre 2012  | Johannesbourg | Afrique du Sud - Zambie | 0-1       | Match amical                                                  |
| 17 juillet 2013  | Ndola         | Afrique du Sud - Zambie | 0-0 (3-5) | Coupe COSAFA 2013 - 1/2 finale                                |
| 4 janvier 2015   | Johannesbourg | Afrique du Sud - Zambie | 1-0       | Match amical                                                  |
| 13 juin 2017     | Moruleng      | Afrique du Sud - Zambie | 1-2       | Match amical                                                  |
| 12 août 2017     | East London   | Afrique du Sud - Zambie | 2-2       | Qualif. au Champ. d'Afrique des Nations 2018-2etour(Zone Sud) |
| 19 août 2017     | Ndola         | Zambie - Afrique du Sud | 2-0       | Qualif. au Champ. d'Afrique des Nations 2018-2etour(Zone Sud) |
| 24 mars 2018     | Ndola         | Zambie - Afrique du Sud | 0-2       | Match amical                                                  |

#### Bilan
Total de matchs disputés : 21
- Victoires de l'équipe d'Afrique du Sud : 5
- Matchs nuls : 9
- Victoires de l'équipe de Zambie : 7

### Zimbabwe
Confrontations entre le Zimbabwe et l'Afrique du Sud :
| Date              | Lieu           | Match                     | Score | Compétition                                               |
| ----------------- | -------------- | ------------------------- | ----- | --------------------------------------------------------- |
| 16 août 1992      | Harare         | Zimbabwe - Afrique du Sud | 4-1   | Qualifications pour la CAN 1994 (Groupe 5)                |
| 24 avril 1993     | Johannesbourg  | Afrique du Sud - Zimbabwe | 1-1   | Qualifications pour la CAN 1994 (Groupe 5)                |
| 24 avril 1994     | Mmabatho       | Afrique du Sud - Zimbabwe | 1-1   | Match amical                                              |
| 26 novembre 1995  | Johannesbourg  | Afrique du Sud - Zimbabwe | 2-0   | Coupe Simba                                               |
| 16 juin 1999      | Johannesbourg  | Afrique du Sud - Zimbabwe | 0-1   | Match amical                                              |
| 9 juillet 2000    | Harare         | Zimbabwe - Afrique du Sud | 2-0   | Qualif. pour la Coupe du monde 2002-Tour final (Groupe 5) |
| 29 juillet 2000   | Port Elizabeth | Afrique du Sud - Zimbabwe | 0-1   | Coupe COSAFA 2000 - 1/2 finale                            |
| 5 mai 2001        | Johannesbourg  | Afrique du Sud - Zimbabwe | 2-1   | Qualif. pour la Coupe du monde 2002-Tour final (Groupe 5) |
| 19 juillet 2003   | East London    | Afrique du Sud - Zimbabwe | 0-1   | Coupe COSAFA 2003 - 1/4 finale                            |
| 11 mars 2008      | Johannesbourg  | Afrique du Sud - Zimbabwe | 2-1   | Match amical                                              |
| 27 janvier 2010   | Durban         | Afrique du Sud - Zimbabwe | 3-0   | Match amical                                              |
| 15 novembre 2011  | Harare         | Zimbabwe - Afrique du Sud | 2-1   | Match amical                                              |
| 10 septembre 2013 | Johannesbourg  | Afrique du Sud - Zimbabwe | 1-2   | Match amical                                              |
| 3 Septembre 2021  | Harare         | Zimbabwe - Afrique du Sud | 0-0   | FIFA 2022 Qualification                                   |
| 11 Novembre 2021  | Johannesbourg  | Afrique du Sud - Zimbabwe | 1-0   | FIFA 2022 Qualification                                   |
| 10 Juin 2024      | Moruleng       | Afrique du Sud - Zimbabwe |       | FIFA 2026 Qualification                                   |
| 6 Octobre 2025    | Harare         | Zimbabwe - Afrique du Sud |       | FIFA 2026 Qualification                                   |

#### Bilan
Total de matchs disputés : 15
- Victoires de l'équipe d'Afrique du Sud : 5
- Matchs nuls : 3
- Victoires de l'équipe du Zimbabwe : 7